# Lapptjärnen (Arvidsjaurs socken, Lappland, 727842-165981)
Lapptjärnen är en sjö i Arvidsjaurs kommun i Lappland och ingår i Byskeälvens huvudavrinningsområde.